# Ruy Exel Filho
Ruy Exel Filho (São Paulo, 2 de julho de 1956) é um matemático, pesquisador e professor universitário brasileiro.
Comendador da Ordem Nacional do Mérito Científico e membro titular da Academia Brasileira de Ciências, foi professor titular da Universidade de São Paulo e atualmente é professor voluntário da Universidade Federal de Santa Catarina.

## Biografia
Ruy nasceu na capital paulista, em 1956. É filho de Ruy Exel, engenheiro civil, e Cecília Exel, professora de inglês. Ingressou no curso de matemática da Universidade de São Paulo, onde se formou em 1976. Pela mesma universidade, defendeu o mestrado em 1978. Em 1985, defendeu o doutorado pela Universidade da Califórnia em Berkeley, orientado por Marc Rieffel.
No retorno ao Brasil, através de bolsa de estudos pela Fapesp, fez estágio de pós-doutorado em álgebras de operadores pela Universidade de Warwick, na Inglaterra, em 1986 e 1987. Foi professor visitante da Universidade do Novo México durante a década de 1990. Em 1998, mudou-se para Florianópolis, onde é professor convidado da Universidade Federal de Santa Catarina.
Foi palestrante convidado do Congresso Internacional de Matemáticos no Rio de Janeiro (2018: Conformal and DLR measures on Markov subshifts with infinitely many states).